# Оберрюті
Оберрюті (нім. Oberrüti) — громада  в Швейцарії в кантоні Ааргау, округ Мурі.

## Географія
Громада розташована на відстані близько 80 км на схід від Берна, 37 км на південний схід від Аарау.
Оберрюті має площу 5,4 км², з яких на 9,9% дозволяється будівництво (житлове та будівництво доріг), 70,4% використовуються в сільськогосподарських цілях, 15,5% зайнято лісами, 4,1% не є продуктивними (річки, льодовики або гори).

## Демографія
2019 року в громаді мешкало 1542 особи (+14,3% порівняно з 2010 роком), іноземців було 12,3%. Густота населення становила 287 осіб/км².
За віковим діапазоном населення розподілялося таким чином: 24,8% — особи молодші 20 років, 62,9% — особи у віці 20—64 років, 12,3% — особи у віці 65 років та старші. Було 590 помешкань (у середньому 2,6 особи в помешканні).
Із загальної кількості 418 працюючих 55 було зайнятих в первинному секторі, 130 — в обробній промисловості, 233 — в галузі послуг.